# Мундус (сеок)
Мундус — в настоящее время, один из самых многочисленных тюркских родов в составе Алтайцев и Киргизов

## Территория
Представители рода Мундус встречаются во всех районах Республики Алтай,также некоторые представители встречаются у Телеутов Кемеровской области
В Кыргызстане распространены главным образом в Джалал-Абадской области

## История и происхождение
По исследованию Л.П. Потапова Мундусы являются чисто тюркским родом, вероятно берущая свое начало от древних племен Теле Подобного мнения придерживаются и другие исследователи

### Мундусы у Алтайцев
Мундусская волость (вместе с Тотошской) упоминается в 1642 г. как волость «захребетная» и не платящая ясака. По данным ясачных книг, мундусы начинают платить ясак с 1671 г. двумя маленькими группами, в 14 и 8 человек. Есть свидетельство, что мундусы платили ясак в Кузнецк в 1681 г.Судя по таким источникам, как например «Список с Чертежа Сибирской земли 1672 г.» (составлен воеводой П. Годуновым), мундусы, или, как они названы здесь, мундужцы, жили вблизи Телецкого озера вместе с тау-телеутами, найманами и дробились на группы. Во всяком случае наряду с просто мундужцами здесь упомянуты ещё у-мундужцы (надо таy-мундужцы, т. е. горные).
Известно,что Телеутские князья были выходцами именно из этого рода

### Мундусы у Кыргызов
Первые сведения о племени Мундус, в составе Тянь-шанских кыргызов упоминаются в XVI веке в «Маджму ат-Таварих»
"Выступив из жилища Тагая, достигли местности Ку Огула и вступили [в нее]. Ку Огул с шестью сыновьями прибыл, испросил у него молитву. [209] Сыновья Ку Огула — Басыз, Кушчи, Мундуз, Чонг Багыш, Сару (у) [и] Сунджек Хытай-бахадур — остановились в жилище Лалым Кушчи. Все [они] вышли для встречи, [затем с гостем] вошли в жилище Лалым Кушчи. Буркутчи, Кепекчи [и] Кушчи — все прислуживали. Помолился .[Мир Джалил] за шестерых сыновей Ку Огула — стало шесть племен"
У киргизов имеется подразделение Коткар-Мундуз, а в числе предков подразделения Телес (по-киргизски дёёлёс) называется имя Чулум. Следовательно, и у современных киргизов сохранилось представление о кровном родстве алтайских телесов и мундусов переселившихся на Тянь-Шань и вошедших в состав киргизов. Наличие общего родо-племенного подразделения Мундус (как и Телес) у южных алтайцев, телеутов и киргизов говорит о реальной исторической общности отдельных этнических элементов этих народностей, что подтверждается близостью их языков и большим этнографическим материалом

## Легенды
Легенды о родстве, сеоков Кыпчак и Мундус говорится и в генеалогической легенде о происхождении сеока Мундус. Согласно источникам, основатель сеока Мундус родился от девушки сеока Кыпчак. Когда её спросили, от кого сын, она ответила: «Я съела три градинки (мус) и родила». От этого-то мальчика впоследствии пошли люди сеока Мундус, про которых до сих пор говорят: «Мусданг чыккан Мундус» (родившиеся от льдинки Мундус). Следовательно, прародитель сеока Мундус происходил по матери от сеока Кыпчак.
В варианте этой легенды, записанной в свое время В. Вербицким, говорится, что девушка одного из сеоков (какой именно — не указано), оставшаяся одна в живых после какой-то войны, нашла после сильного дождя одну льдинку (мус) и два пшеничных зернышка, лежащие вместе, и съела их. Сделавшись от этого беременной, она родила двух мальчиков-близнецов, названных Мундус, причем один был назван Коткор Мундус, а второй — Чулум Мундус. Выйдя после этого замуж, женщина родила ещё одного сына, названного Тёлёс. Таким образом, приведенные генеалогические легенды утверждают кровное (от одной прародительницы) родство между кыпчаками, мундусами и телесами, что, возможно, как увидим дальше, отражает некоторые исторические факты.
Происхождение от кыпчаков какой-то группы телесов нашло отражение в одной из родословных, записанных у киргизов.
Нужно подчеркнуть, что легенда, повествующая о зачатии девушки от градинки, очень древняя для населения восточной части Центральной Азии. Она попала в ранние китайские летописные источники при изложении некоторых событий, относящихся к середине II в. и связанных с историей сяньбийцев. Бытование такой легенды у современных южных алтайцев может служить веским аргументов в доказательствах их древних этногенетических связей.

## Численность
Численность рода Мундуз в составе Кыргызов составляет приблизительно около 600 тыс. человек

## Тамга
Тамгой Мундусов Алтая является: jÿректÿ сегис  jaны ай "Месяц с сердцем" , кÿн "солнце", тооскур "корыто" 

## Подразделение
Мундусы Алтая подразделяются на: Кара, Сары, ибирек,болхо, келегей, jаан теленет, кичу теленет. У Баятов: Кочкор,Чулум